# Eufriesea vidua
Eufriesea vidua är en biart som först beskrevs av Jesus Santiago Moure 1976.  Eufriesea vidua ingår i släktet Eufriesea, tribus orkidébin, och familjen långtungebin. Inga underarter finns listade.